# Église Saint-Leu-Saint-Gilles de Thiais
L'église Saint-Leu-Saint-Gilles de Thiais est une église catholique située à Thiais, en France.

## Localisation
L'église est située dans le département français du Val-de-Marne, sur la commune de Thiais, place de l'Église, sur la butte aux Ormeaux.

## Histoire
Un premier oratoire chrétien se trouvait à cet emplacement au Ve siècle.
Son terroir fut donné à l’Abbaye de Saint-Germain-des-Prés pour y construire une première église, entre le VIe et le VIIIe siècle. Elle est attestée au IXe siècle par le Polyptyque d'Irminon.
Un autre édifice est construit autour de la fin du XIIe siècle, qui est brulé en grande partie pendant la guerre de Cent Ans.
Au début du XVe siècle l’édifice est rebâti, et consacré en 1484 par l’Évêque de Paris Louis de Beaumont de la Forêt.

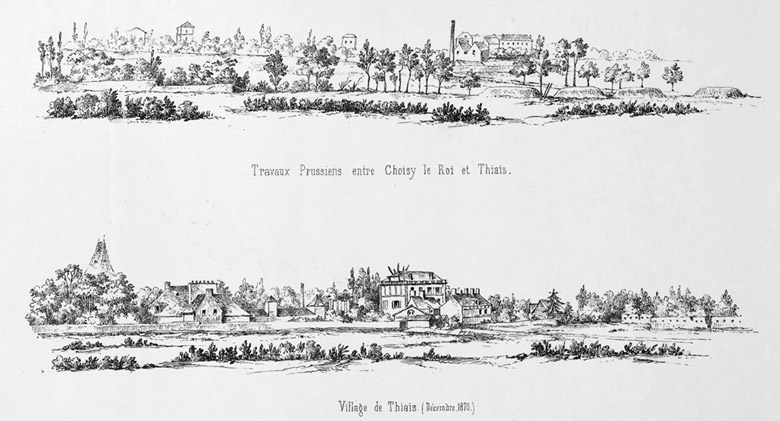
Thiais, vue 1870, travaux prussiens. Le clocher de l'église est visible en bas à gauche (dessin Ernest Hussenott)

En 1870-1871 d’importants dégâts sont causés au cours de la guerre contre les Prussiens. En 1891-1892, de nombreux travaux furent effectués. Le clocher est restauré de 1912 à 1914.

## Protection
L'édifice est inscrit au titre des monuments historiques depuis 1929.

## Voir aussi

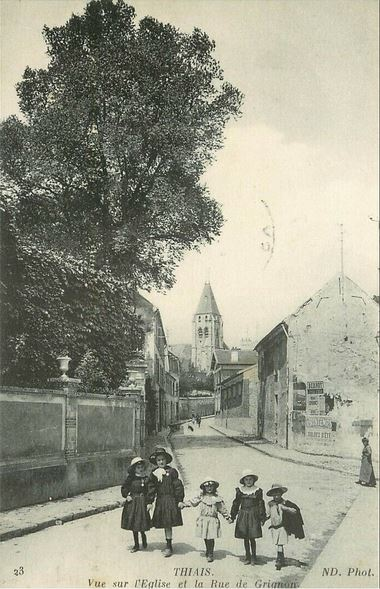
Thiais: L'église et rue de Grignon